# Grupo Folklorístico Stella Bianca

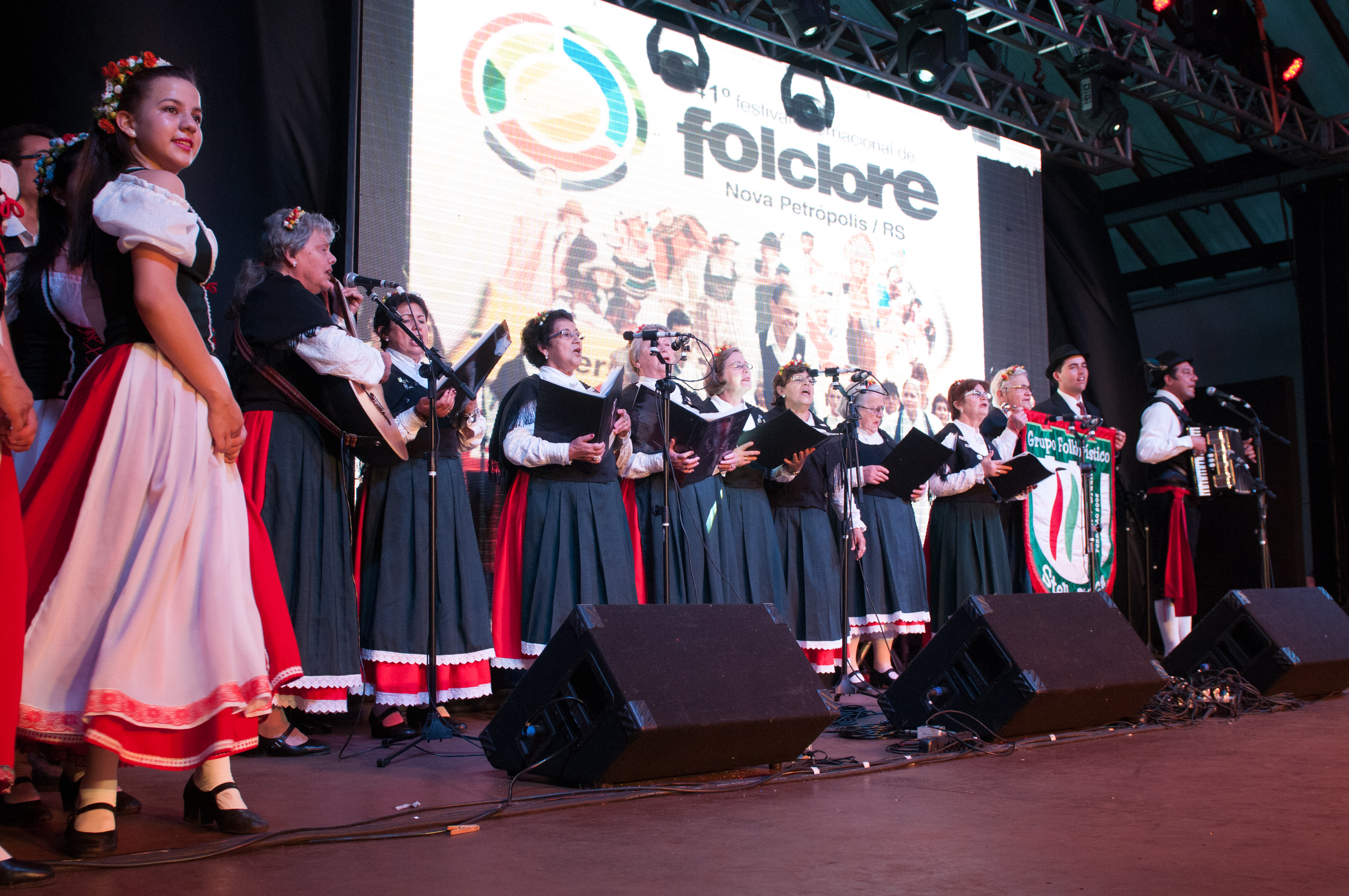
Apresentação do Grupo Folklorístico Stella Bianca no 41º Festival Internacional de Folclore em Nova Petrópolis-RS

Stella Bianca é um Grupo folclórico com sede na cidade de Jarinu no estado de São Paulo. De caráter cultural e voltado para a preservação, o resgate e a divulgação de danças e músicas das diversas regiões da Itália, o grupo, idealizado pelo historiador, maestro, regente e professor Jederson Heleno Machado, foi fundado em meados de 1994 e, desde então, promove apresentações culturais folclorísticas, cada qual com suas particularidades, respectivos trajes e adereços. Além das apresentações, dos trabalhos de pesquisas e da divulgação das tradições europeias, o Grupo Folklorístico Stella Bianca promove a construção da cidadania, a preservação da cultura e suas identidades.

## Campo Fértil
O municipio de Jarinu localizado a 70 km da capital São Paulo, entre Campinas, Atibaia, Jundiaí e Bragança Paulista, além de pólo industrial na região, também é produtor de uvas e morangos, figurando entre os responsável pela maior produção de mudas de morango no Estadocom direito a festa típica. Sua população é formada por descendentes de imigrantes italianos, alemães, espanhóis e japoneses. Porém a maioria desses é italiana.  A cidade também é a única do Estado a oferecer o idioma Italiano, obrigatório na grade curricular da Rede Municipal de Ensino, do 1º ao 5º ano. A cidade pode ser considerada um campo fértil para a criação do Grupo Stella Bianca tanto pelos traços da cultura italiana herdado dos imigrantes quanto pelo comportamento festivo que a cidade cultiva.

## Origem
Por volta de 1993 e 1994,  o Prof. Jederson Heleno Machado, ao observar o Coral Canto e Riso e o grupo teatral Jarinu in Cena (que começaram a resgatar musicas nacionais, e a se apresentar com a encenação da Paixão de Cristo respectivamente) notou a necessidade de criar um grupo que levasse em sua essência a cultura do povo de Jarinu e que fosse capaz de, não só representar a cultura local, mas também trabalhar com pesquisas com foco no resgate e manutenção dos costumes e tradições ameaçadas de cair no esquecimento.
Nas apresentações de dança, o Stella Bianca é parceiro dos grupos Coral Canto à Capella, com peças tradicionais italianas e alemãs, e Coral Canto e Riso, com mais tempo de formação e tendo no repertório peças brasileiras. Juntos formam  o grupo Folklorístico Stella Bianca.

## Apresentações
O grupo promove apresentações em eventos no estado de São Paulo, Rio Grande do Sul, Minas Gerais, entre outros, com destaque para festivais internacionais como o Festival Internacional de Folclore - Nova Petrópolis (RS) e o Festival de Danças Folclóricas Internacionais - Liberdade - São Paulo/SP, no ano de 2013.
O grupo mantém apresentações em vários estados do Brasil. Recentemente participou de uma turnê internacional com apresentações do Coral em Kluftern, na Alemanha, e passagens com apresentações extras na Áustria, Suíça e Itália. Além da participação ativa nos eventos folclóricos o grupo participa também da famosa Festa da Pisa, ou como é chamada, La Pigiatura, em Italiano - festa representativa da cultural italiana mantida pela tradição dos agricultores que produzia o vinho artesanalmente. Quando o Grupo apresenta a Pisa da Uva, que é um dos carros chefes na Festa da Uva de Jundiaí, onde muitos imigrantes italianos comparecem para participar da pisa e recordar os tempos dos avós, dos bisavós que – lá na Itália – produziam vinho artesanalmente. Por esse motivo, acredita-se que em termos culturais é um resgate de tradições. Graças ao empenho dos membros e da direção do grupo, O Stella Bianca passa a fazer parte da Organização Internacional de Arte e Folclore, (International Organization of folk Art – IOV), integrante da UNESCO.

## Formas de ingresso
O grupo é composto por mais de 30 integrantes entre homens e mulheres pertencentes à comunidade local, com idade entre 6 a 82 anos, sendo que o integrante mais antigo está no grupo há 9 anos. Para participar do grupo os pré requisitos são boa vontade, alegria e disponibilidade de tempo para 30 horas de ensaios para uma apresentação de 30 minutos e que exigem trabalho árduo por parte dos integrantes. 